# Baltasar Gil Imón de la Mota
Baltasar Gil Imón de la Mota (Medina del Campo, c. 1545 - Madrid, 5 de septiembre de 1629), caballero de Santiago, abogado y juez, fue fiscal del Consejo Real de Castilla y llegó a ser Contador Mayor de Cuentas de Felipe IV y gobernador del Consejo de Hacienda en 1626.

## Biografía
Gil Imón supo ganarse la confianza tanto del duque de Lerma durante el reinado de Felipe III como del Conde-Duque de Olivares (durante el reinado de Felipe IV), que lo consideró «el más docto, discreto, informado y prudente ministro que he conocido en mi vida».
En su casa murió, preso, Pedro Téllez-Girón y Velasco, III duque de Osuna, a la que había sido trasladado el 3 de agosto de 1624.